# سیارک ۲۰۷۹۹
سیارک ۲۰۷۹۹ (به انگلیسی: 20799 Ashishbakshi، نامگذاری:2000SU172) بیست هزار و هفتصد و نود و نهمین سیارک کشف شده‌است که در ۲۷ سپتامبر ۲۰۰۰ کشف شد.
قدر مطلق سیارک برابر ۱۸.۶ است.